# Laminci Dubrave
Laminci Dubrave (en cirílico: Ламинци Сређани) es una localidad de la municipalidad de Gradiška, Republika Srpska, Bosnia y Herzegovina.
Se encuentra integrada al Consejo Comunal de Laminci. 

## Población
| Composición de la Población - Localidad de Laminci Dubrave | Composición de la Población - Localidad de Laminci Dubrave | Composición de la Población - Localidad de Laminci Dubrave | Composición de la Población - Localidad de Laminci Dubrave | Composición de la Población - Localidad de Laminci Dubrave |
| ---------------------------------------------------------- | ---------------------------------------------------------- | ---------------------------------------------------------- | ---------------------------------------------------------- | ---------------------------------------------------------- |
|                                                            | 2013                                                       | 1991                                                       | 1981                                                       | 1971                                                       |
| Total                                                      | 446                                                        | 591 (100%)                                                 | 695 (100%)                                                 | 811 (100%)                                                 |
| Mujeres                                                    | 237                                                        | -                                                          | -                                                          | -                                                          |
| Varones                                                    | 209                                                        | -                                                          | -                                                          | -                                                          |
| Serbios                                                    | 440                                                        | 563 (95,26%)                                               | 545 (78,42%)                                               | 791 (97,53%)                                               |
| Croatas                                                    | 5                                                          | 6 (1,02%)                                                  | 12 (1,76%)                                                 | 17 (2,1%)                                                  |
| Bosniacos                                                  | -                                                          | -                                                          | -                                                          | -                                                          |
| Eslovenos                                                  | -                                                          | -                                                          | -                                                          | -                                                          |
| Musulmanes                                                 | -                                                          | -                                                          | -                                                          | -                                                          |
| Montenegrinos                                              | -                                                          | -                                                          | -                                                          | -                                                          |
| Macedonios                                                 | -                                                          | -                                                          | -                                                          | -                                                          |
| Albaneses                                                  | -                                                          | -                                                          | -                                                          | -                                                          |
| Ukranianos                                                 | -                                                          | -                                                          | -                                                          | -                                                          |
| Yugoslavos                                                 | -                                                          | 19 (3,22%)                                                 | 137 (19,71%)                                               | -                                                          |
| Otros                                                      | -                                                          | 3 (0,51%)                                                  | 1 (0,14%)                                                  | 3 (0,37%)                                                  |
| Sin declarar                                               | 1                                                          | -                                                          | -                                                          | -                                                          |
| Desconocidos                                               | -                                                          | -                                                          | -                                                          | -                                                          |